# Calamodontophis
Calamodontophis — рід змій родини полозових (Colubridae). Представники цього роду мешкають в Бразилії і Уругваї.

## Види
Рід Calamodontophis нараховує 2 види:
- Calamodontophis paucidens (Amaral, 1936)
- Calamodontophis ronaldoi Franco, de Carvalho Cintra & de Lema, 2006

## Етимологія
Наукова назва роду Calamodontophis походить від сполучення слів дав.-гр. καλαμος — тростина, стебло, οδους — зуб і οφις — змія.